# Cirò
Cirò (IPA: [t͡ʃiˈrɔ], talvolta colloquialmente chiamata Cirò Superiore per distinguerla dalla vicina Cirò Marina) è un comune italiano di 2 380 abitanti della provincia di Crotone in Calabria. Fino al 1952 ha avuto come frazione Cirò Marina.

## Geografia fisica
È un comune della cinta collinare costiera dell'alto Mar Jonio, in Calabria.
Nel territorio cirotano scorrono le fiumare Stomio e Lipuda (che sfocia nel comune di Cirò Marina), oltre al torrente Santa Venere.

## Storia
I rilevanti reperti archeologici emersi, in specie, resti di armi, manufatti, mura e tombe, risalenti ad un periodo compreso tra il XIII e X secolo a.C., venute alla luce nelle contrade "Cozzo Leone", "S. Elia" e "Serra Sanguigna", fanno risalire l'origine di Cirò all'età del Bronzo.
Le testimonianze storico-letterarie (Strabone, Apollodoro, Licofrone, Antioco di Siracusa, Stefano di Bisanzio) indicano la presenza di abitati precedenti alla fondazione di Kroton, fondati dall'eroe omerico Filottete, Krimisa nell'area costiera e di Chone nell'area collinare.
L'area monumentale arcaica sorgeva, verosimilmente, in Cirò, nella contrada "Cozzo Leone", mentre l'area necropolare si estendeva in prossimità della contrada "S. Elia". L'estensione dell'area urbana lungo la costa sino a Punta Alice, avvenne verosimilmente, in età classica, quando oramai la città aveva raggiunta una notevole floridezza economica che le assicurava una sufficiente difesa e controllo militare del territorio.
La città conobbe un fiorente periodo e vennero eretti alcuni templi per il culto in varie zone del territorio; quello dedicato ad Apollo Aleo è il più famoso grazie ai pochi ma inequivocabili rinvenimenti di alcuni capitelli e vari elementi architettonici ad opera dell'archeologo Paolo Orsi. Oggi infatti molte aree e zone presentano nomi locali che richiamano all'antichità ellenica nel dialetto locale degli abitanti: Santa Venere ne è un esempio molto esaustivo.
Durante le guerre puniche la città di Krimisa fu predata e saccheggiata ad opera dei Romani e dei Cartaginesi e distrutta diverse volte durante le guerre greco-gotiche.
Intorno al IX secolo il territorio fu inoltre interessato dagli attacchi perpetrati via mare dagli Arabi.
A causa di tali devastazioni e saccheggi, la città, nella parte costiera, fu gradualmente abbandonata al suo destino e gli abitanti si rifugiarono sulle colline che rappresentavano un'ottima posizione strategica, contribuendo, così, a ripopolare il nucleo antichissimo dell'attuale cittadina di Cirò.
È all'età bizantina che è ascrivibile la modificazione del toponimo in Cirò, come desumibile dalle seguenti attestazioni. 
1) in atto scritto in latino del 1.115 d.C. il conte normanno Riccardo Senescalco concedeva un terreno sul promontorio dell'Alice, a monte dell'attuale Cirò Marina, al Cenobij Sancti Salvatoris de Monte Thabor. Il terreno di trovava “inter Liciam et Castellum quod dicitur Psichro”.
2) Al Idrisi nel Libro di re Ruggero (in arabo), completato intorno al 1154, indica Cirò come .b.s.h.rû
3) In un ben noto documento della cancelleria di Federico II del 1239, da lui sottoscritto, si indicano tra gli assegnatari dei prigionieri lombardi (i capi dell'esercito della Lega Lombarda appena sbaragliata) del Giustizierato di Val di Crati e Terra Giordana: la comitissa de Coriliano, Apollonius de Morano, Paolinus de Tarsia, Roggerius de Matera, Roggerius de Guardia, Francus de Mediolano, Mattheus de Tarsia, Parisius de Ypsicrò.
In epoca feudale, il territorio di Cirò passò più volte di mano. Nel 1496 ai Ruffo subentrarono i Carafa, conti di Santa Severina, ai quali si deve la costruzione di un sistema di difesa costituito dall'omonimo castello e da fortificazioni situate in località Madonna d'Itria e Madonna di Mare. In un secondo momento fu la volta degli Spinelli.
Cirò ottenne la liberazione dall'infeudazione il 2 agosto 1806.
Dall'Unità d'Italia alla seconda guerra mondiale la Marina di Cirò andava man mano sviluppandosi a scapito del comune collinare: nel dopoguerra la Marina aveva già una popolazione più numerosa dell'abitato collinare di Cirò, ponendosi le condizioni per il distacco dal centro antico. La separazione consensuale si verificò con delibera del 31 dicembre 1951 da parte del Consiglio comunale di Cirò.

## Monumenti e luoghi d'interesse

### Architetture civili e militari

#### Castello Carafa

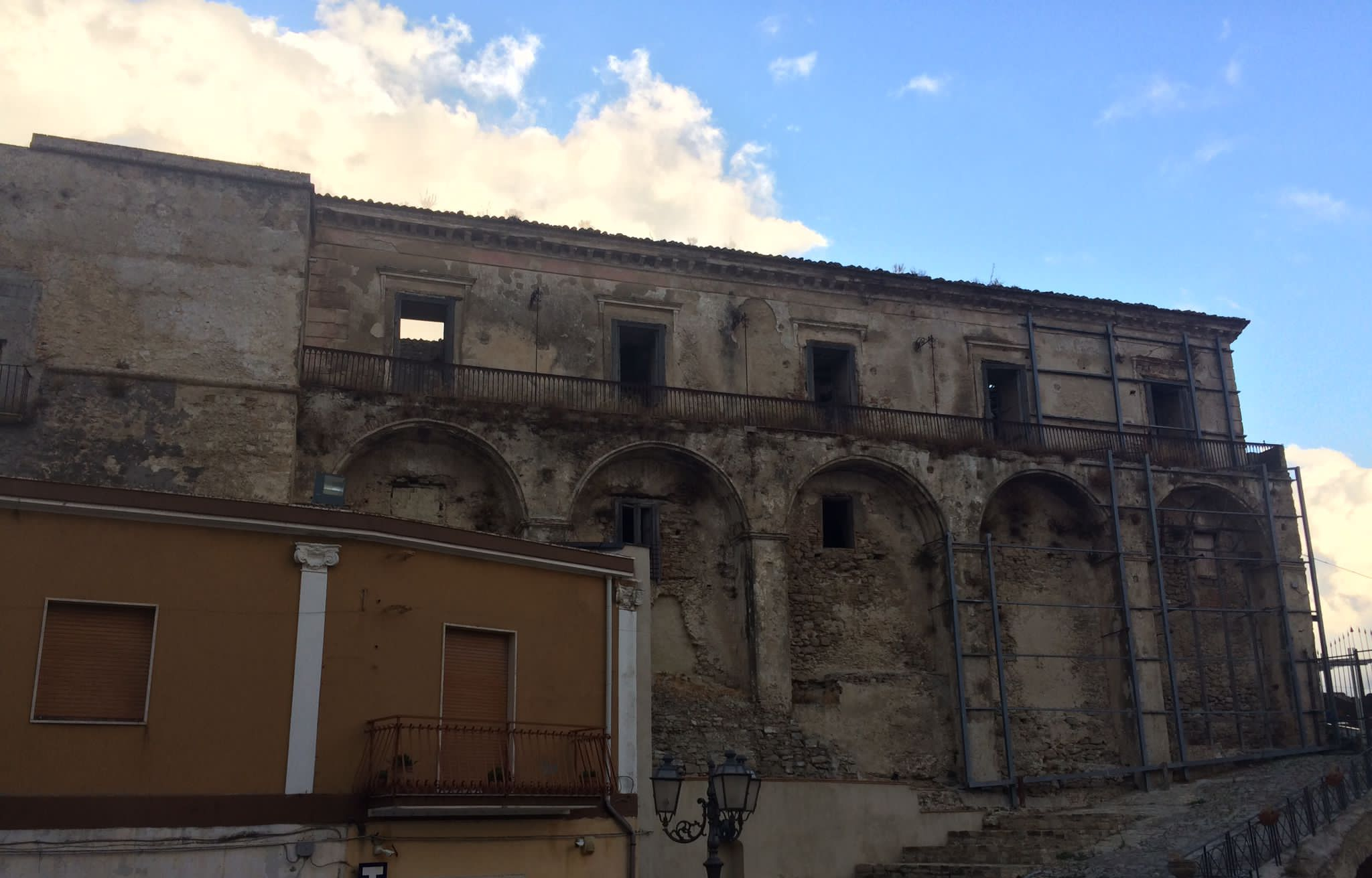
Facciata del Castello Carafa

Posto nella parte alta del vecchio borgo e si presenta con una vasta pianta a forma trapezoidale, con due torri angolari circolari scarpate e un bastione pentagonale merlato. Alla corte interna, con all’intorno magazzini e stalle che sovrastano i sotterranei, si accede mediante un androne con una volta a botte. Il lastricato della corte presenta nel disegno una stella a nove punte attribuita al matematico astronomo Luigi Lilio. L’epoca in cui viene collocato il castello fa capo ai secoli XIV-XVI. “Ricordato in epoca angioina, a cui possono risalire le torri tonde scarpate, fu rinforzato dai Carafa in epoca aragonese con la costruzione del baluardo pentagonale”. Nel tempo si susseguirono diversi interventi di restauro: “nel 1712 fu aggiunto un corpo a due livelli tra il bastione e il corpo ad est. Nel 1842 fu consolidato il lato ovest. Nel 1923 furono rifatti gli interni”. “L’edificio trasformato in palazzo fu abitato fino alla metà degli anni ‘50” ed ospitò personaggi illustri quali Casoppero, Re Carlo III di Borbone, Luigi Lilio che contribuirono ad accrescere la sua fama.

#### Palazzo Adorisio
Posto nella parte meridionale del paese, in Via Ilio Adorisio, l'antica via di S. Giuseppe, è uno dei pochi palazzi storici di Cirò ancora esistenti, si sviluppa su quattro piani, di cui due di cantine con ambienti specializzati, vino e olio, forno, granaio, legnaia, ecc. Costruito sulle arcate delle vecchie mura di cinta di Cirò, il complesso è completato da un grande orto a gradoni e dalla chiesa di S. Giuseppe, eretta dalla famiglia e messa a disposizione dei cirotani. I piani abitati, rimasti come erano in origine, sono due e sono completati da una terrazza panoramica. Gli affacci sono due, entrambi splendidi, uno sul 'cratere' dell'abitato con vista anche sul duomo e l'altro, una splendida vista 'a volo d'uccello' sulla campagna circostante, senza una sola abitazione visibile per chilometri, fino al coronamento azzurro del Mar Ionio.

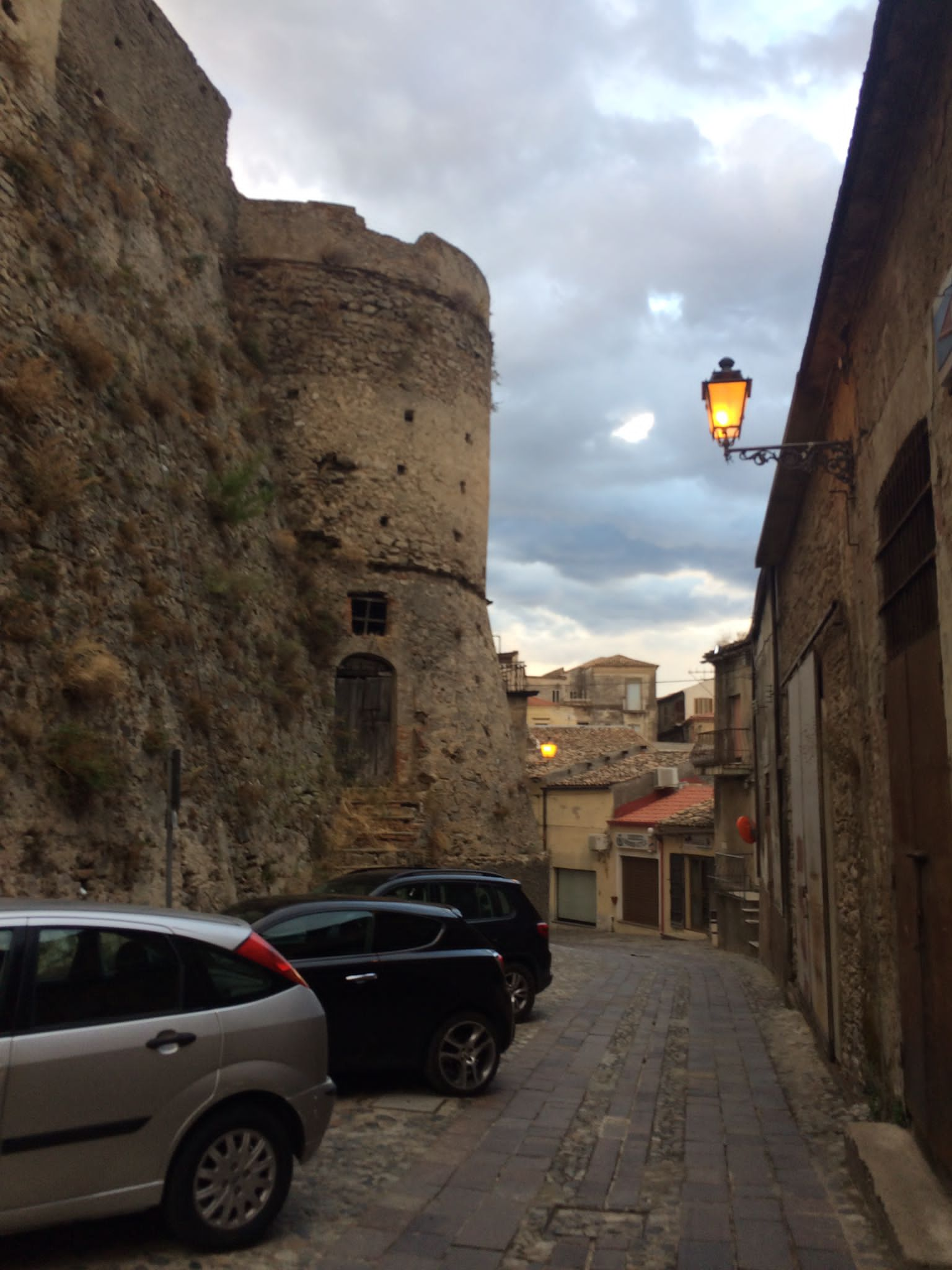
Scorcio su una delle vie del centro, con le mura e una delle torri del castello di Carafa

Il Semaforo
antica postazione militare del 1800

### Architetture religiose
- Cattedrale di Santa Maria de Platèis, nel centro storico, la più antica chiesa di Cirò.[8]
- Casa-Chiesetta di San Nicodemo da Cirò, o anche Nicodemo di Mammola (Cirò, X secolo - Mammola, 25 marzo 990), situata nel primo quartiere nato a Cirò, il Portello (A ruga dù Porteddù in dialetto cirotano). È un edificio modesto, composto da un unico ambiente che contiene al centro un altare a muro in marmo policromo sormontato dalla statua del santo. Sul portale rettangolare c'è una targa ricordo.[7][11]
- Chiesa del Purgatorio, antico cimitero[8]
- Chiesa di San Giovanni Battista,[8] al cui interno ospita un affresco di epoca bizantina raffigurante San Nicodemo da Cirò.[12]
- Chiesa di San Menna[8]
- Chiesa di San Lorenzo[8]
- Chiesa di San Caltaldo[8]
- Chiesa di San Giuseppe[8]
- Convento di San Francesco di Paola[8]

- Chiesa della Madonna delle Grazie[8]
- Chiesa della Madonna di Pompei[8]
- Chiesa della Madonna della Catena[8]

Aree Naturali
Dune di Marinella

## Società

### Evoluzione demografica
Abitanti censiti

## Cultura

### Musei
- Museo Civico e Archeologico[15]
- Museo del vino e della civiltà contadina[16]
- Museo di Luigi Lilio[17]
- Museo dell'alchimia[18]
- Museo astronomico[19]

### Cucina
Vino Cirò DOC
Il Cirò Rosso DOC e il Rosato DOC sono prodotti con uve "gaglioppo", il Cirò Bianco con uve "greco bianco". Uvaggi di trebbiano toscano sono consentiti in misura massima del 5% per i rossi e del 10% per i bianchi.
Sardella ("Sardedda")
Pasta a base di neonato di sarda ("bianchetto"), sale, peperoncino e semi di finocchio selvatico. Originaria di queste zone (tra Crucoli e Cirò Marina), molto prelibata e facilmente conservabile grazie al peperoncino, la "sardella" ha garantito alle popolazioni locali un importante apporto nutritivo in termini di antiossidanti e proteine. Si consuma spalmandola su pane, in tal caso è servita in piattino da portata guarnita con pezzettoni di cipolla, oppure usandola come condimento (crudo o saltato lievemente, a volte con mollica di pane tostato) per gli spaghetti.
Pitte con Sarde ("Pitt cù Sard")
Ricetta a base di Sardine del Mar Jonio, con l'aggiunta della Sardella per un contrasto di sapori eccezionale, le pitte (che sono delle girelle salate) vengono cotte al forno (possibilmente a legna)
Peperoni e patate ("Pip'e patat'")
Ricetta a base di peperoni di specie locale e patate fatte cuocere in padella con abbondante olio d'oliva e in alcune varianti con aggiunta di cipolla e pomodori freschi tagliati a pezzettini e aggiunti a fine cottura.
Saviza
Bucce di fava sbollentate in acqua e aceto e successivamente saltate con fave, cipolle, mollica di pane, formaggio grattugiato e peperoncino rosso macinato dolce o piccante.
Salsiccia di Maiale piccante ("U Sozizz'")
la carne di maiale viene trattata con più spezie (origano, limone) poi viene messa nell'intestino del Maiale che costituirà la buccia (prima l'intestino subisce una lunga disifezione, a base di erbe naturali e metodi che la lasciano pulita e priva di parassiti).

## Amministrazione
| Periodo          | Periodo          | Primo cittadino   | Partito                             | Carica                    | Note          |
| ---------------- | ---------------- | ----------------- | ----------------------------------- | ------------------------- | ------------- |
| 6 giugno 1993    | 27 aprile 1997   | Antonio Sculco    | Democrazia Cristiana                | sindaco                   |               |
| 27 aprile 1997   | 19 febbraio 2001 | Antonio Sculco    | Partito Popolare Italiano           | sindaco                   |               |
| 19 febbraio 2001 | 26 maggio 2003   |                   |                                     | commissario straordinario | [ 20 ]        |
| 26 maggio 2003   | 28 maggio 2007   | Carlo Colucci     | lista civica di centro-sinistra     | sindaco                   |               |
| 28 maggio 2007   | 7 maggio 2012    | Mario Caruso      | lista civica                        | sindaco                   |               |
| 7 maggio 2012    | 21 ottobre 2013  | Mario Caruso      | lista civica "Cirò Grande di Nuovo" | sindaco                   |               |
| 21 ottobre 2013  | 21 gennaio 2015  |                   |                                     | commissario straordinario | [ 20 ] [ 21 ] |
| 21 gennaio 2015  | 11 giugno 2017   | Mario Caruso      | lista civica "Cirò Grande di Nuovo" | sindaco                   | [ 21 ]        |
| 11 giugno 2017   | 12 giugno 2022   | Francesco Paletta | lista civica "Uniti per Cirò"       | sindaco                   |               |
| 12 giugno 2022   | in carica        | Mario Sculco      | lista civica "Progetto Cirò"        | sindaco                   |               |